# Больничный (Великогубское сельское поселение)
Больни́чный — посёлок в составе Великогубского сельского поселения Медвежьегорского района Республики Карелия Российской Федерации.

## Общие сведения
Расположен на Заонежском полуострове в северной части Онежского озера, в 1,5 км западнее с. Великая Губа.
Образован в результате объединения в 1957 году посёлков лесхоза и больницы под общим названием посёлок Больничный.
В 1,5 км к северо-востоку от п. Больничный расположено находящееся на стадии разработки месторождение ванадия и урана. В посёлке расположены магазин, турбаза и лесопилка

## Население
| 2002 | 2009 | 2010 | 2013 |
| ---- | ---- | ---- | ---- |
| 84   | ↘76  | ↘60  | ↘55  |

## Туризм
У п. Больничный расположены две археологических стоянки: Больничный I VII-VI тыс. до н.э., у северной окраины посёлка, и Больничный III VII тыс. до н.э., в 1,6 км к северо-западу от посёлка.
Через посёлок проходит велосипедный маршрут от села Великая Губа до д. Яндомозеро.
Музей Заонежского лесхоза (создан в августе 2018 года). Заонежский лесхоз был организован в конце 1947 года, почти сразу после Великой Отечественной войны. В 2008 году он был закрыт.